# Alsózsolca
Alsózsolca är en stad och kommun i distriktet Miskolc i provinsen Borsod-Abaúj-Zemplén i nordöstra Ungern. Kommunen har 5 502 invånare (2024), på en yta av 26,02 km².